# Ch-OMUSUBI
Ch-OMUSUBI（おむすびチャンネル）は、株式会社FJCが運営する、ライブ配信型国際交流プラットフォームである。

## 概要
ウィズコロナ、ポストコロナ時代のライブ配信型の新感覚国際交流プラットフォームであると主張している。2022年1月にリリースされたバージョン（ベータ版）では、日本語を学習する外国人が配信者、海外に関心を有する日本人が視聴者という構図になっているという。視聴は有料。
配信視聴時には、コメントやアイテムを利用することでライブ配信を盛り上げることができ、視聴中に配信者を支援するために使用されるアイテムに世界各国の料理や動物、名産品等が起用されており、各アイテムに独自のアニメーションが用意されているのが特徴であると主張している。
同プラットフォームを運営する株式会社FJCは「日本人と外国人が共生できる社会を実現する」をビジョンに掲げており、月額会費における収益の一部を国際交流基金等、海外における日本語教育支援や国際交流の促進を行う公共団体に寄付していく予定であると主張している。

## 沿革
- 2021年10月 - 株式会社FJC創業
- 2021年11月25日 - Ch-OMUSUBI特典付事前登録キャンペーンの開始[1]
- 2021年12月25日 - Ch-OMUSUBI特典付事前登録キャンペーンの終了[2]
- 2022年1月17日 - Ch-OMUSUBIのWebベータ版リリース